# Пеккала, Ахти
Ахти Антти Йоханес Пеккала (фин. Ahti Antti Johannes Pekkala, 20 декабря 1924, Хаапавеси, Финляндия — 23 августа 2014, там же) — финский государственный деятель, Председатель парламента Финляндии (1978—1979).

## Биография
Трудовую деятельность начал в качестве инспектора страховой компании Auran (1948—1951), затем работал учителем средней школы (1951—1952).
В 1952—1985 гг. являлся директором кооперативного банка.
Избирался депутатом парламента от Партии центра (1970—1986). В 1971—1986 гг. являлся заместителем председателя этой партии.
- 1976—1978 гг. — заместитель председателя,
- 1978—1978 гг. — председатель парламента Финляндии,
- 1979—1986 гг. — министр финансов Финляндии, одновременно заместитель премьер-министра (1982—1983),
- 1986—1991 гг. — губернатор Оулу.